# یواس‌اس واواسی (وای‌تی‌ام-۳۶۷)
یواس‌اس واواسی (وای‌تی‌ام-۳۶۷) (به انگلیسی: USS Wawasee (YTM-367)) یک کشتی بود که طول آن ۱۰۰ فوت ۰ اینچ (۳۰٫۴۸ متر) بود. این کشتی در سال ۱۹۴۴ ساخته شد.